# Gilson Gomes do Nascimento
Gilson Gomes do Nascimento (Campo Grande, 14 maggio 1986) è un ex calciatore brasiliano, di ruolo difensore.

## Carriera

### Club
Ha militato nel Cruzeiro.

## Palmarès

### Club

#### Competizioni statali
- Campionato Carioca: 1

Botafogo: 2018